# Rigoberta Menchú
Rigoberta Menchú Tum (sinh 9 tháng 1 năm 1959 tại Laj Chimel, El Quiché, Guatemala) trong một gia đình nghèo ở Guatemala thuộc nhóm dân tộc K'iche' Maya. Menchú đã dành cả cuộc đời bà để viết về những người gốc Guatemala trong suốt và sau nội chiến Guatemala (1960-1996), và để đấu tranh cho quyền con người ở đất nước này. Bà đã được trao giải Noel hòa bình và giải thưởng Prince of Asturias Award vào năm 1998. Bà là chủ đề của các cuốn Testimonial Biography I, Rigoberta Menchú (1983) và là tác giả của cuốn tự truyện "Crossing Borders". Sau này, một nhà nhân loại học người Mỹ tên là David Stoll đã đến thăm Guatemala và nhận ra một số điều trong tiểu sử nhận giải Nobel hòa bình của Menchú là không chính xác.
Menchú là Đại sứ thiện chí của UNESCO. Bà cũng là một nhân vật trong Đảng chính trị ở 
Guatemala, hoạt động cho chính phủ Guatemala vào năm 2007.
Sự nghiệp
Menchú theo học tại một vài trường công lập dành cho người theo đạo thiên chúa. Sau khi rời trường, bà tham gia hoạt động cho chiến dịch chống bạo lực nhân quyền do quân đội Guatemala gây ra trong suốt cuộc nội chiến kéo dài từ năm 1960 đến năm 1996.
Năm 1981, Menchú trốn sang Mexico. Năm 1982, bà trở thành tiêu đề cho một cuốn sách nói về chính mình "Me llamo Rigoberta Menchú y así me nació la conciencia" (Tên tôi là Rigoberta Menchú và đây là cách lương tâm tôi được sinh ra) mà đã được chuyển thể ra từ một cuộc phóng vấn ghi âm và được biên soạn lại bởi tác giả và nhà nhân loại học người Venezuela - Pháp tên là Elizabeth Burgos. Cuốn sách đã vô cùng thành công khi được dịch sang Tiếng Anh ("I, Rigoberta Menchú"), đã đưa bà lên một tầm quan trọng trên thế giới trong bối cảnh mâu thuẫn vẫn đang diễn ra tại Guatemala.
Năm 1991, Menchú tham gia chuẩn bị cho tuyên bố về Quyền của những người nghèo khổ của Liên hợp quốc.
Khi nội chiến kết thúc, Menchú đã vẫn động để kiện những thành viên trong quân đội và chính phủ Guatemala ra tòa án Tây Ban Nha.
Menchú tham gia vào nền công nghiệp dược của Mexico với tư cách là chủ tịch của công ty Salud para Todos ("Sức khỏe cho mọi người") và công ty "Farmacias Similares", với mục tiêu là bán thuốc với giá rẻ. Bà cũng là đại sứ thiện chí cho chính phủ trong hiệp ước hòa bình năm 1996.
Năm 2006, Menchú là một trong những người sáng lập ra hội những phụ nữ lãnh đạo Nobel cùng với những người cũng đã nhận giải Nobel hòa bình như Jody Williams, Shirin Ebadi, Wangari Maathai, Betty Williams và Mairead Corrigan Maguire. Sáu người phụ nữ đại diện cho Bắc Mỹ, Nam Mỹ, châu Âu, Trung Đông và châu Phi, quyết định cùng biến kinh nghiệm của mình thành một nỗ lực liên minh vì hòa bình, công lý và công bằng. Đó là mục đích của những người nữ lãnh đạo Nobel trong việc tăng cường hỗ trợ quyền phụ nữ trên toàn thế giới.
Rigoberta cũng là một thành viên của PeaceJam, một tổ chức có nhiệm vụ "tạo ra những nhà lãnh đạo trẻ nhằm mang lại những thay đổi cho bản thân, cho cộng đồng và cho thế giới thông qua cảm hứng của những người đã nhận giải Nobel hòa bình bằng tinh thần, kỹ năng và sự tự do mà họ truyền lại". Bà đã đi khắp thế giới để nói chuyện với những người trẻ tuổi qua các buổi hội thảo của PeaceJam.